# Julienne

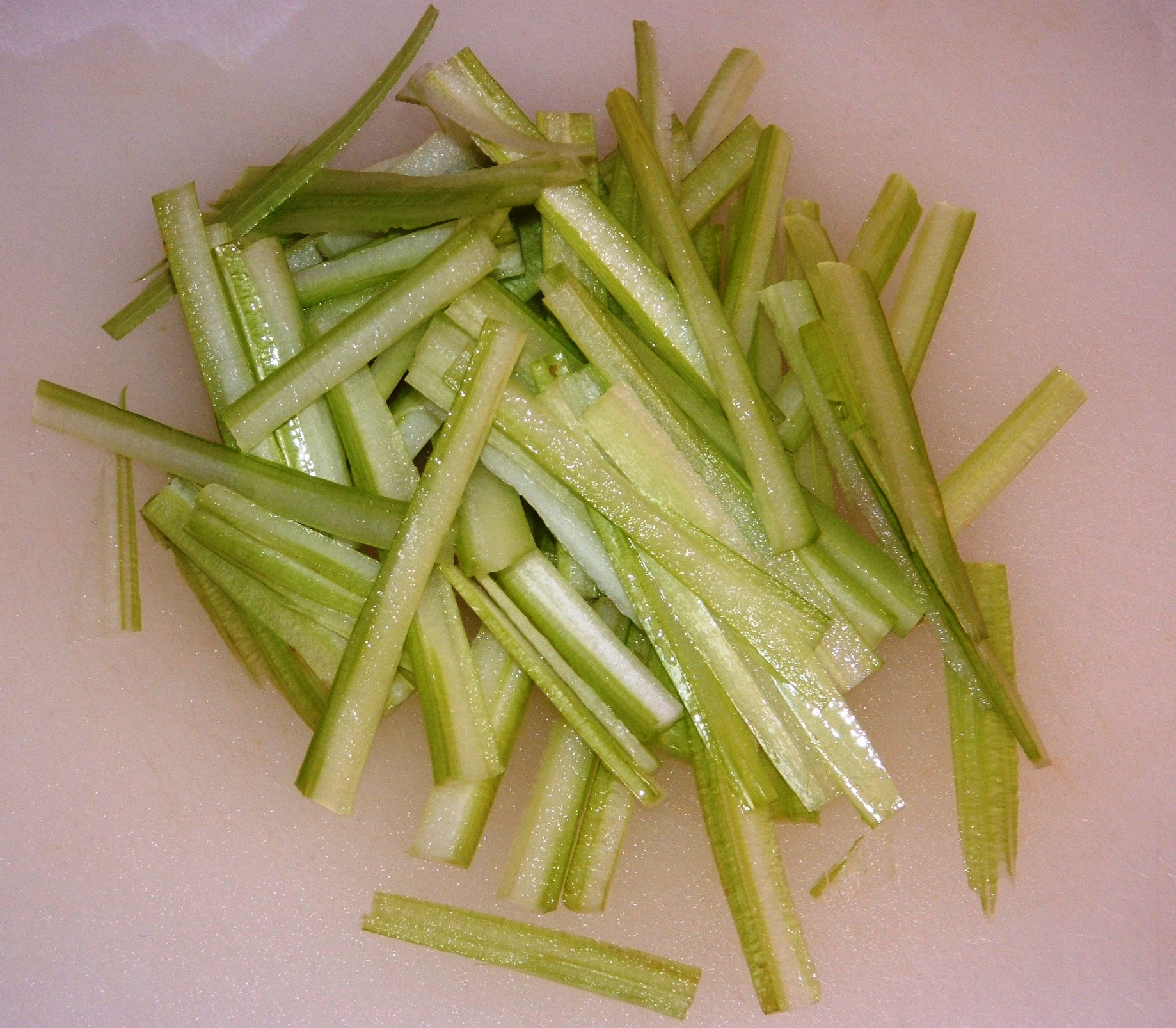
Aipo à Juliana

Julienne, ou Juliana, é um tipo de corte a faca usado em culinária, na qual o alimento (especialmente vegetais) é cortado em tiras longas e finas, similar a palitos. Alguns itens que se costuma cortar "à Julienne" são cenouras, aipo (salsão) e batatas.
Corte as pontas do vegetal e as laterais, de forma que todos os lados fiquem perpendiculares. Isto facilita para conseguir um corte uniforme. As sobras deste primeiro corte podem ser usadas para fazer caldos, sopas, purês, etc. As medidas para o corte Julienne normalmente são de 3 x 3 mm de espessura, e 3 a 5 cm de comprimento. Normalmente, "corte à Julienne" se refere a vegetais, mas também pode ser usado para carne ou peixe, especialmente para fritura por imersão.
Para conseguir o corte "Brunoise", basta cortar os palitos perpendicularmente, para conseguir cubos com 3mm em cada lado.
O primeiro uso conhecido do termo impresso é na publicação Le Cuisinier Royal et Bourgeois, de François Massialot's (edição de 1722). Não se tem certeza sobre a origem do termo, mas talvez venha do nome próprio "Jules" ou "Julien" (Júlio, Juliano).
[carece de fontes?]